# Charles Fritts
Charles Fritts, né le 27 février 1850 à Boston et mort en 1903 est un inventeur américain connu pour avoir créé la première cellule photovoltaïque en sélénium en 1883.
Sur le toit de l'immeuble de New York où il habitait, il a mis en service en 1884 un dispositif constitué d'une boîte en verre contenant une feuille de sélénium insérée entre deux couches métalliques (une inférieure en laiton et une supérieure de fine feuille d’or semi-transparent). Ce dispositif produisant de l'électricité est considéré comme le premier prototype de panneau solaire installé sur une  toiture. La photo en est publiée et analysée dans le Smithsonian Magazine en 2019. La cellule utilisée était relativement chère et avait un rendement de seulement 1%.